# Mandalay Pictures
 (juin 2021).
Si vous disposez d'ouvrages ou d'articles de référence ou si vous connaissez des sites web de qualité traitant du thème abordé ici, merci de compléter l'article en donnant les références utiles à sa vérifiabilité et en les liant à la section « Notes et références ».
Mandalay Pictures est une société de production américaine de films de cinéma pour qui a été créée en 1995 par l'ancien président de Columbia Pictures Peter Guber et par l'avocat d'affaires Paul Schaeffer.

## Productions cinématographique
- 1995 : Dvoynik
- 1996 : Le Fan
- 1997 : Donnie Brasco
- 1997 : Double Team
- 1997 : Sept ans au Tibet
- 1997 : Souviens-toi... l'été dernier
- 1998 : L'Enjeu
- 1998 : Sexcrimes
- 1998 : Les Misérables
- 1998 : Danse passion
- 1998 : Souviens-toi... l'été dernier 2
- 1999 : Gloria
- 1999 : Aussi profond que l'océan
- 2006 : Souviens-toi... l'été dernier 3
- 2008 : Never Back Down
- 2023 : Big George Foreman de George Tillman Jr.
- 2023 : Air
- 2024 : Messagères de guerre (The Six Triple Eight) de Tyler Perry
- 2025 : High and Low de Spike Lee

## Productions télévisuelles
- 2000 : Le Secret du vol 353